# Michael Emanuel Bauer

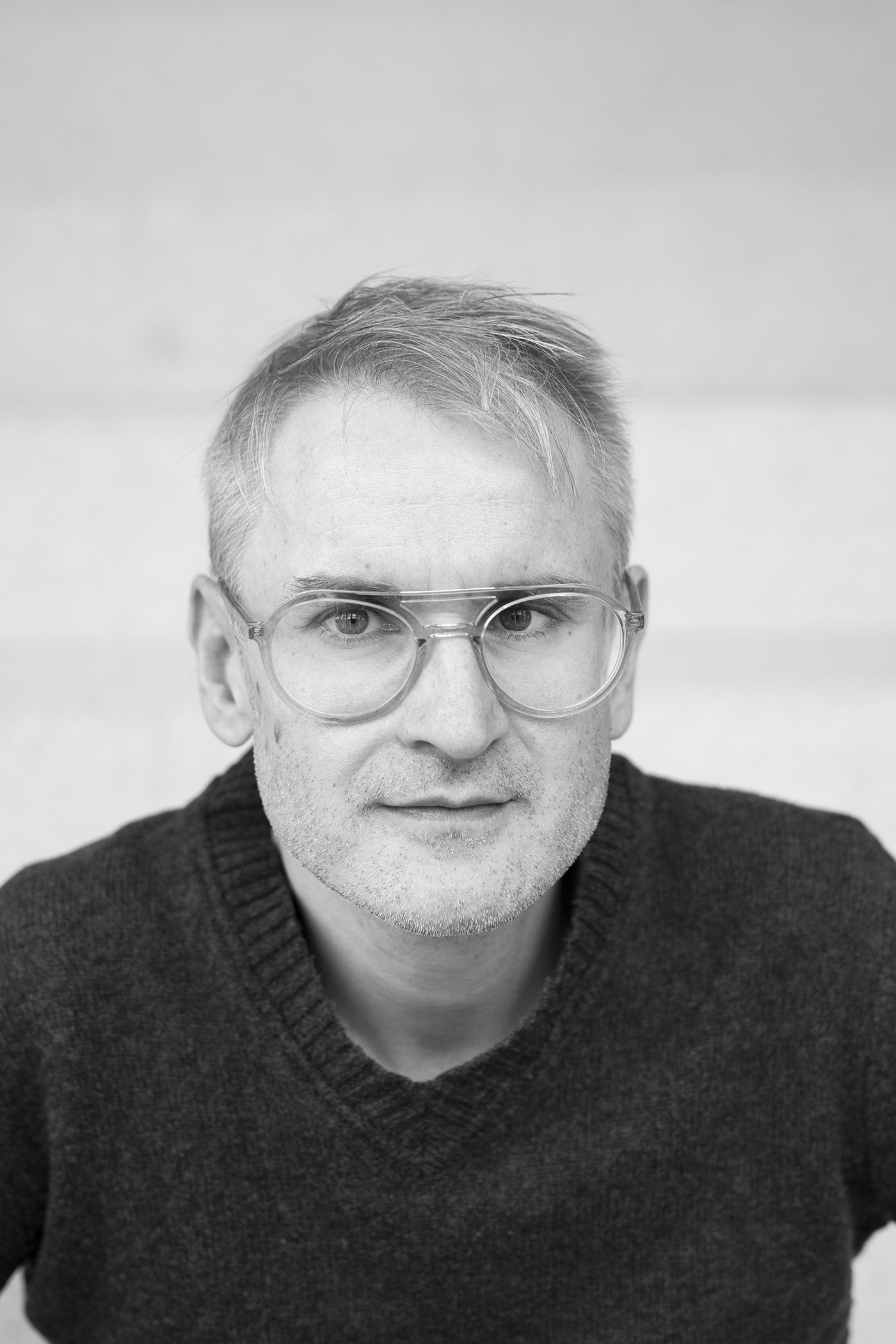
Michael Emanuel Bauer (2020)

Michael Emanuel Bauer (* 4. Januar 1974 in Roding) ist ein deutscher Komponist.

## Leben
Nach Besuch des Gymnasiums in Zwiesel studierte Michael Emanuel Bauer ab 1995 Musikwissenschaft sowie Alte, Neuere und Neueste Geschichte an der Universität Regensburg. 1997 wechselte er an die Ludwig-Maximilians-Universität München, wo er 2003 mit dem Magister Artium in Musikwissenschaft abschloss. Des Weiteren besuchte er Kompositionskurse bei Karlheinz Stockhausen, Dieter Schnebel und Bernhard Lang. Zudem nahm er an den Darmstädter Ferienkursen für Neue Musik teil.
Daneben absolvierte Bauer 2002 ein Klavierstudium an der Neuen Jazzschool München bei Max Neissendorfer. Von 2004 bis 2006 nahm er Privatunterricht in Film- und Theatermusik beim Fassbinder-Komponisten Peer Raben, mit dem er auch zusammenarbeitete. In diesem Zusammenhang fällt u. a. ein Arrangement von Peer Rabens Musikbeitrag zu Wong Kar-Wais Film 2046.
2006 nahm Bauer ein Promotionsstudium an der Universität für Musik und darstellende Kunst Graz auf. 2012 promovierte er dort zum Dr. phil. im Fach Musikwissenschaft / Jazzforschung mit einer Dissertation über Peer Rabens Filmmusik zu ausgewählten Fassbinder-Filmen.
Seit 2001 ist Bauer als freischaffender Komponist tätig, vorrangig im Bereich Musik- und Sprechtheater sowie Hörspiel. Seine Arbeiten kamen auf den Wiener Festwochen, am Deutschen Theater Berlin, Residenztheater München, Münchner Kammerspiele, Staatsschauspiel Dresden, Staatstheater Stuttgart, Schauspielhaus Bochum, an der Neuköllner Oper Berlin und auf der Münchener Biennale zur Aufführung (Zusammenarbeit u. a. mit Nurkan Erpulat, Fabian Gerhardt, Ulrich Rasche, Matthias Rebstock, Johannes Schmid, Sandra Strunz und Miriam Tscholl). Den zweiten Schwerpunkt seiner künstlerischen Tätigkeit bildet die Komposition kammermusikalischer Werke. Darüber hinaus schreibt er Musik zu Arthouse- und Dokumentarfilmen.
Bauers Schaffen bewegt sich im Spannungsfeld zwischen Musik, bildender Kunst, Film und Theater. Häufig bedient er sich verschiedener Collage-Techniken mit verwobenen und adaptierten musikalischen Zitaten („Found Footage“). Hierin steht er der Appropriation Art nahe, wie sie z. B. von den Künstlern Elaine Sturtevant, Wade Guyton, Cindy Sherman, dem Kollektiv Equipo Cronica und von Martin Arnold praktiziert wird.
Neben seiner Tätigkeit als Komponist ist Bauer Lehrbeauftragter für Theater und Komposition am Lehrstuhl für Theaterwissenschaft der Universität Bayreuth und an der Universität Hildesheim, Institut für Musik und Musikwissenschaft. 2019 und 2023 war er Jury-Mitglied im International Antonin Dvorak Composition Competition in Prag. Seit 2003 unterrichtet er Musik als Wahlpflichtfach an der Fachoberschule Regen.
Michael Emanuel Bauer lebt in München und Regen.

## Werke

### Arbeiten im Bereich Musiktheater (Auswahl)
- This is not a love song, Konzept und Regie: Ulrich Rasche, Musik: Michael Emanuel Bauer, Elektronik: Wolfgang Musil, Wiener Festwochen, 2007.

- Der Wilhelmine-Code, Musiktheater, Text: Constantin von Castenstein, Regie: Lilli-Hannah Hoepner, Kompositionsauftrag des Theater Erlangen, 2009 (verlegt bei schaefersphilippen).[2][3]

- Die Entführung aus dem Serail, ein Monolog nach Wolfgang Amadeus Mozart, Konzept und Regie: Ulrich Rasche, Musik: Michael Emanuel Bauer, Elektronische Komposition: Hannes Strobl, Sophiensäle (Berlin), 2010.

- Brachland. Geschichten vom Nichts, Musiktheater von Matthias Rebstock, Tilman Rammstedt und Michael Emanuel Bauer, Regie: Matthias Rebstock, Neuköllner Oper (Berlin), 2010.[4]

- making of – eine musiktheatrale Installation, Konzept, Komposition, szenische Einrichtung: Michael Emanuel Bauer, 13. Münchener Biennale – Internationales Festival für neues Musiktheater, 2012.[5]

- Fernweh. Aus dem Leben eines Stubenhockers. Musiktheater von Matthias Rebstock, Hermann Bohlen und Michael Emanuel Bauer, Regie: Matthias Rebstock, Neuköllner Oper (Berlin), 2012.

- Die Götterdämmerung in Wien. Dokumentarcours nach Alexander Kluge, Musiktheater, Text: Constantin von Castenstein, Regie: Lilli-Hannah Hoepner, Theater Osnabrück / Spieltriebe 5, 2013.

- Die Nase, nach Nikolai Gogol, Musiktheater, Textfassung: Miriam Tscholl, Regie: Miriam Tscholl, Staatsschauspiel Dresden, 2013.[6]

- Expedition Freischütz, ein Musiktheaterprojekt nach Carl Maria von Weber von Matthias Rebstock, Regie: Matthias Rebstock, Musik: Michael Emanuel Bauer, Elektronik: Matthias Meyer, Staatsschauspiel Dresden, 2014.[7]

- Die Verwandlung, ein Musiktheaterprojekt nach Franz Kafka von Miriam Tscholl und Michael Emanuel Bauer, Regie: Miriam Tscholl, Musik: Michael Emanuel Bauer, Deutsches Theater Berlin, 2015.[8]

- Pizzeria Anarchia, ein TanzMusiktheaterprojekt von Thomas Desi, Bernhard Glocksin und Balletto Civile, Text: Thomas Desi und Balletto Civile, Regie und Choreographie: Michela Lucenti, Musik: Michael Emanuel Bauer, Musiktheatertage Wien, Neuköllner Oper Berlin, Teatro della Tosse Genova, 2015.[9]

- Invention über H, MusikTanztheater von Rakesh Sukesh und Michael Emanuel Bauer, Choreographie und Tanz: Rakesh Sukesh, Musik: Michael Emanuel Bauer, Apéro im Rahmen der Festspiele Zürich, 2017.

- Aunt Sally – A Jaap Kool Rework für Sprecherin, Jazzsextett und Mixtur-Trautonium, A-Trane Berlin, 2017.[10]

- 47°22'12" Nord / 8°32'28" Ost. Eine akustische Vermessung der Stadt Zürich, musiktheatrale Installation für 12 Kinderchöre und 8 Perkussionisten, Regie: Barbara Falter, Musik: Michael Emanuel Bauer, Festspiele Zürich, 2018.[11]

- Funkhaus Weimar -mit Nietzsche auf Sendung. Ein musiktheatrale Spurensuche nach dem „Neuen Menschen“, Konzept, Text, Regie: Matthias Rebstock, Musik: Michael Emanuel Bauer, Kunstfest Weimar (in Kooperation mit dem Deutschen Nationaltheater Weimar), 2018.[12][13]

- Orpheus. Ohne Angst. Ein Musiktheater nach Motiven von Christoph Willibald Gluck und Claudio Monteverdi von Natascha Kalmbach und Michael Emanuel Bauer, Theater Heidelberg, 2020.[14][15]

- Posthuman Journey, Trilogie von Pat To-Yan, Regie und Raum: Thomas Krupa, Komposition: Michael Emanuel Bauer, Hannes Strobl, Stadttheater Gießen, 2022.

- Lurie`s Lyrics, eine multimediale Musikperformance von Julia Wahren und Rudolf Herz, Komposition: Michael Emanuel Bauer, Münchner Kammerspiele, 2022.

- Sei uns sicher, ein installativer Theaterparcours von Gesche Piening, Regie und Text: Gesche Piening, Komposition und musikalische Leitung: Michael Emanuel Bauer, ZIRKA München, 2024.

### Arbeiten im Bereich Sprechtheater (Auswahl)
- Mogadischu Fensterplatz von Friedrich Christian Delius, Dramatisierung: Beate Seidel und Regina Wenig, Regie: Regina Wenig, Staatstheater Stuttgart, Komposition der Bühnenmusik, 2007.

- Don Quijote von der Mancha von Cervantes, Dramatisierung: Georg Holzer und Johannes Schmid, Regie: Johannes Schmid, Bayerisches Staatsschauspiel / Cuvilliéstheater, Komposition der Bühnenmusik, 2009.

- Nur Pferden gibt man den Gnadenschuss von Horace McCoy, Regie: Miriam Tscholl, Dramaturgie und Bearbeitung: Martin Heckmanns, Staatsschauspiel Dresden, Komposition der Bühnenmusik, 2010.

- Clash, Text: Nurkan Erpulat und Dorle Trachternach, Regie: Nurkan Erpulat, Dramaturgie: Barbara Kantel, Deutsches Theater Berlin, Düsseldorfer Schauspielhaus, Komposition der Bühnenmusik, 2011 (eingeladen zum Berliner Theatertreffen der Jugend 2011).

- Die Zärtlichkeit der Russen von Dagrun Hintze, Regie: Sandra Strunz, Staatsschauspiel Dresden, Komposition der Bühnenmusik, 2011.

- Katzelmacher von Rainer Werner Fassbinder, Regie: Anja Sczilinski, Residenztheater München / Marstall, Komposition der Bühnenmusik, 2012.

- Morgenland, ein Abend mit Dresdnerinnen und Dresdnern aus dem Orient, Regie: Miriam Tscholl, Staatsschauspiel Dresden, Komposition der Bühnenmusik, 2015.[16][17]

- Romeo und Julia von William Shakespeare in der Fassung von Martin Heckmanns, Regie: Miriam Tscholl, Staatsschauspiel Dresden, Komposition der Bühnenmusik, 2016.

- Arc de Triomphe  von Erich Maria Remarque in der Fassung von Stephan Wipplinger und Fabian Gerhardt, Regie: Fabian Gerhardt, Schauspielhaus Bochum, Komposition der Bühnenmusik, 2017.[18]

- Die Leiden des jungen Werther von Johann Wolfgang von Goethe, Regie: Miriam Tscholl, Staatsschauspiel Dresden, Komposition der Bühnenmusik, 2017.[19]

- Denkwürdigkeiten eines Nervenkranken von Daniel Paul Schreber in der Fassung von Stephan Wipplinger und Fabian Gerhardt, Regie: Fabian Gerhardt, Schauspielhaus Bochum, Komposition der Bühnenmusik, 2018.[20]

- Wunderblock – Eine Trilogie der Erinnerung, Regie: Miriam Tscholl, Staatsschauspiel Dresden, Komposition der Bühnenmusik, 2020.

- Sterntagebücher nach Stanislav Lem, Regie: Raphaela Möst, Schauspielhaus Graz in Kooperation mit den Ruhrfestspielen Recklinghausen, Komposition der Bühnenmusik zusammen mit Andrej Prozorov, 2021.

- Atemprotokolle - über das Leben und Sterben mit Covid auf der Intensivstation von Miriam Tscholl, Text und Regie: Miriam Tscholl, Münchner Kammerspiele in Koproduktion mit dem Staatstheater Nürnberg und der Schauburg München, Komposition der Bühnenmusik, 2022.

### Film und Fernsehen (Auswahl)
- 2046, Buch und Regie: Wong Kar-Wai, Jet-tone Pictures, Arrangement des Filmmusikbeitrages von Peer Raben, 2004 (Spielfilm). Golden Horse Award Taipeh 2004, „Best original filmscore“, Hong Kong Film Award 2005, „Best original filmscore“

- Leben ausser Kontrolle, Buch und Regie: Bertram Verhaag, Denkmal Film in Zusammenarbeit mit ARTE und SWR, Filmmusik, 2004 (Dokumentarfilm). Preise u. a. IDA`s 20th Annual Competition 2004, Los Angeles / USA.

- Kontakt, Buch: Gordan Mihic, Regie: Sergej Stanojkovski, Busse & Halberschmidt in Zusammenarbeit mit ZDF / Kleines Fernsehspiel, Filmmusik zusammen mit Peer Raben, 2005 (Spielfilm). Vornominierung in der Kategorie „Best foreign language film“ für den Academy Award (Oscar) 2007.

- Armin, Buch und Regie: Ognjen Svilicic, Busse & Halberschmidt, Filmmusik zusammen mit Karger/Holzapfel, 2006 (Spielfilm). Berlinale (Forum) 2007, Cannes (Market) 2007, Vornominierung in der Kategorie „Best foreign language film“ für den Academy Award (Oscar) 2008.

- Spielverderber, Buch und Regie: Georg Nonnenmacher und Henning Drechsler, Busse & Halberschmidt, Filmmusik zusammen mit Karger/Holzapfel, 2006. (Dokumentarfilm) Hessischer Filmpreis 2007.

- W wie Wissen, Der Rhythmus des Ätna (Sendung vom 25. März 2012), Buch und Regie: Frank Bäumer, BR / ARD, Filmmusik, 2012 (Dokumentarfilm).

- perfection, Buch und Regie: Benedikt Röskau, Benedikt Röskau Filmproduktion und Amalia-Film, Filmmusik zusammen mit Christoph Reiserer, 2014 (Kurzfilm). UA auf den 48. Internationalen Hofer Filmtagen.[21] Der Film wurde darüber hinaus 2015 auf dem Babylon Short Film Festival Berlin[22] und dem Fort Myers Film Festival (USA)[23] gezeigt.

- Auf Anfang, Buch und Regie: Georg Nonnenmacher und Mike Schlömer, HiHead Filmproduktion Köln, Filmmusik, 2021 (Dokumentarfilm). Filmpreis NRW 2021.

### Hörspiel
- Tot in New York, Funkoper von Peer Raben und Jean-Jacques Schuhl. Neufassung für Jazzband, Erzähler, Kinoorgel und Breaking News von Oliver Held und Michael Emanuel Bauer. Erschienen bei Musikproduktion Dabringhaus und Grimm MDG Scene 2015.[24]

- Desperados oder Hitler geht ins Kino, Hörspiel von Rudolf Herz und Julia Wahren, Komposition: Michael Emanuel Bauer, Bayerischer Rundfunk 2018.[25]

- Kajetan und die Betrüger, Hörspiel von Robert Hültner, Regie: Stefanie Ramb, Komposition: Michael Emanuel Bauer, Bayerischer Rundfunk 2022.

- Wes Alltag Antwort gäb, Hörspiel von Gesche Piening, Regie: Gesche Piening, Komposition: Michael Emanuel Bauer, Bayerischer Rundfunk 2023.

- Wie viele Tage hat das Leben, Hörspiel von Gesche Piening, Regie: Gesche Piening, Komposition: Michael Emanuel Bauer, Bayerischer Rundfunk / DLF Kultur 2024.[26]

- Die Könige spielen die anderen, Hörspiel von Gesche Piening, Regie: Gesche Piening, Komposition: Michael Emanuel Bauer, DLF Kultur 2024.[27]

- Sei uns unser sicher sicher, Hörspiel von Gesche Piening, Regie: Gesche Piening, Komposition: Michael Emanuel Bauer, Bayerischer Rundfunk 2024.[28]

### Konzertmusik (Auswahl)
- 3 mal 3 für Flöte, Akkordeon und Violoncello (2006).[29]

- 4x3 für Klavier (2008) / Kompositionsauftrag Festival „Alles im Fluss“ / Netzwerk Neue Musik.[30]

- sonification…crippled für Flöte und Kontrabass (2009) / Kompositionsauftrag der Händel-Festspiele Göttingen.[31]

- der franz ist dem hans sein ignaz für Kontrabass, Diskantzither, Harfe und Hackbrett (2010) / Kompositionsauftrag von Georg Glasl und „Zither 8“ München.[32]

- shanzhai für Flöte und Gitarre (2013).[33]

- take…breath…take für Sopransaxophon, Akkordeon und Zuspiel-CD (2014).[34]

- Superflat für großes Ensemble (2016) / Kompositionsauftrag der Münchner Gesellschaft für Neue Musik MGNM / Leitung: Peter Hirsch / Mitschnitt Bayerischer Rundfunk und Ausstrahlung in „Horizonte“ / BR-Klassik am 6. April 2017.[35]

- and so it goes. für Flöte, Sopransaxophon und Klavier (2017) / Contemporary Music Evenings Tbilisi / Tiflis (Georgien) 2017.

- Clarinet Zombie für Klarinette und Akkordeon (2017) / Bayerische Akademie der schönen Künste München (UA).

- Master of the Universe für Akkordeonorchester (2018)  / Kompositionsauftrag des Nürnberger Akkordeon-Orchesters, Tafelhalle Nürnberg.[36]

- Grey für Flöte (2018) / Contemporary  Music Evenings Tbilisi / Tiflis (Georgien) 2018.

- Close-up: Bergman für Klavier solo (2018) / „Antennenglühn“ – Nacht der Neuen Musik, Kleiner Konzertsaal Gasteig München.[37]

- Es fehlt eine Marseillaise! Europa ist ein nüchternes Projekt geworden. Man kann es nicht singen! für Gesangschor, Sprechchor, Solisten und Combo (2019) / Kompositionsauftrag des 4. Europäischen Bürgerbühnenfestivals, Staatsschauspiel Dresden.

- Brainf*ck für Stimme, Flöte und Klavier (2020) / Musikfest der Münchner Gesellschaft für Neue Musik / Contemporary Music Evenings Tbilisi / Tiflis (Georgien), Live Stream 2020.[38]

- Melt down (After Kubrick: Orange) für Viola solo (2020) / 16. aDevantgarde Festival München 2021.

- seznam zkratek...melodramatic loops für Stimme und Klavier (2020) / Internationales Melodramfest Prag 2021.

- Peek-A-Boo, Ma Jolie für Diskantzither (2021) / Galerie Schack, Bayerische Staatsgemäldesammlungen 2022.

- Saint Laurent für Diskantzither (2022) / Palais Pálffy Prag (Tschechien) 2022.

- HUNGER: FÄDEN für Stimme, Flöte, Klavier (2021) / erschienen auf der CD "MCMG - Made it, most likely" bei NEOS.

### Veröffentlichungen
- Bauer, Michael Emanuel: Peer Raben: eine Einführung in das filmmusikalische Werk des Fassbinder-Komponisten. Graz, Univ. für Musik und Darstellende Kunst, Diss., 2011.

- Bauer, Michael Emanuel: Peer Raben: Ein Nachruf. In: cinema musica, Ausgabe 8 / April 2007. Hrsg.: Tonspurverlag Bremen. Bremen 2007, S. 10f.

- Bauer, Michael Emanuel: Musik als Theater. Eine Einführung in die szenische Arbeit. In: Grenzgänge. Fokus Schultheater 14. Zeitschrift für Theater und ästhetische Bildung. Seelze 2015.[39]

- Bauer, Michael Emanuel: Zwischen den Stühlen. Musikalische Strategien im komponierten Theater. In: MusikTexte 149. Zeitschrift für Neue Musik. Köln 2016.

- Bauer, Michael Emanuel: Gemacht, inszeniert und hingetrimmt. Postmoderne Tendenzen in der Musik des Fassbinder-Komponisten Peer Raben. In: MusikTexte 154. Zeitschrift für Neue Musik. Köln 2017.

- Bauer, Michael Emanuel: Vers une musique appropriante. Ein Plädoyer für "Avancierten Eklektizismus". In: MusikTexte 161. Zeitschrift für Neue Musik. Köln 2019.

- Bauer, Michael Emanuel: Begleitmusik zu einer Lichtspielszene? Neue Musik im aktuellen Arthaus-Kino. In: MusikTexte 169. Zeitschrift für Neue Musik. Köln 2021.

- Bauer, Michael Emanuel: Inszenierte Musik - Cornelia Melián und die Micro Oper München und Peer Raben - weil er so gut Musik spielen konnte, zwei Beiträge in: Birgit Pargner (Hg.): Die Lust am anderen Theater - Freie darstellende Künste in München. Leipzig: Henschel 2022.

- Bauer, Michael Emanuel: nothing is original! künstlerische und kulturelle aneignung in zeitgenössischer musik, pop und jazz. Hofheim am Taunus: Wolke 2024.

## Auszeichnungen
- 2005 Leonhard und Ida Wolf-Gedächtnispreis der Landeshauptstadt München. In der Laudatio wurde hervorgehoben: „(…) Bauers bisherige Arbeit erscheint deshalb so interessant, weil er es versteht, sich innerhalb verschiedenster musikalischer Genres sicher zu bewegen und neue künstlerische Möglichkeiten zu entdecken. (…) Gekonnter Einsatz aktueller Kompositionstechniken – wie z. B. stilistische und historische Zitate oder Collagetechniken (…) machen seine Musik fassbar und überraschend zugleich.“[40]

- 2007 Hessischer Filmpreis für Spielverderber von Georg Nonnenmacher und Henning Drechsler

- 2021 Filmpreis NRW für Auf Anfang von Georg Nonnenmacher und Mike Schlömer

- 2023 Hörspiel des Monats Januar für Wes Alltag Antwort gäb von Gesche Piening

- 2024 Hörspiel des Monats November für Die Könige spielen die anderen von Gesche Piening
- 2024 Hörspiel des Monats Dezember für Sei uns unser sicher sicher von Gesche Piening